# Macrhybopsis macrochirus
Macrhybopsis macrochirus és una espècie de peix cipriniforme de la família dels ciprínids.